# Al-Jafr, Iordania
Al-Jafr (în arabă الجفر) este un oraș în Guvernoratul Ma'an. Este situat în apropierea orașului Ma'an, și este aproximativ la 300 kilometri (190 mi) est de Amman.